# Evacuación de Afganistán de 2021
La evacuación de Afganistán de 2021 comprende la retirada de las últimas fuerzas de los países miembros de la OTAN de la zona de guerra en Afganistán, la ofensiva de los talibanes de 2021 y la evacuación mediante puente aéreo, de ciudadanos extranjeros y ciudadanos afganos vulnerables que colaboraron con las fuerzas de la OTAN en el país. Tras la incapacidad de las Fuerzas Armadas Afganas de parar los avances de los talibanes por el control de país, los talibanes consiguieron la caída de Kabul (capital) el 15 de agosto de 2021, el colapso del gobierno y de la República Islámica de Afganistán. El Aeropuerto Internacional Hamid Karzai se convirtió en la única y última salida del país no controlada por los talibanes, protegida por varios miles de tropas de la OTAN.
Aunque algunos países habían comenzado previamente esfuerzos de evacuación a pequeña escala en los meses previos a agosto de 2021, como la «Operación Refugio de Aliados» de Estados Unidos y la británica Operación Pitting, el colapso del gobierno afgano se produjo significativamente antes de lo que habían estimado las proyecciones de inteligencia, y la evacuación se volvió más urgente. Varios países lanzaron nuevas operaciones de evacuación, como la operación india Devi Shakti. Entre el 14 y el 25 de agosto, Estados Unidos evacuó a unas 82 300 personas del Aeropuerto Internacional Hamid Karzai. Un total de 105 000 personas fueron transportadas en avión entre el 14 – 27. 

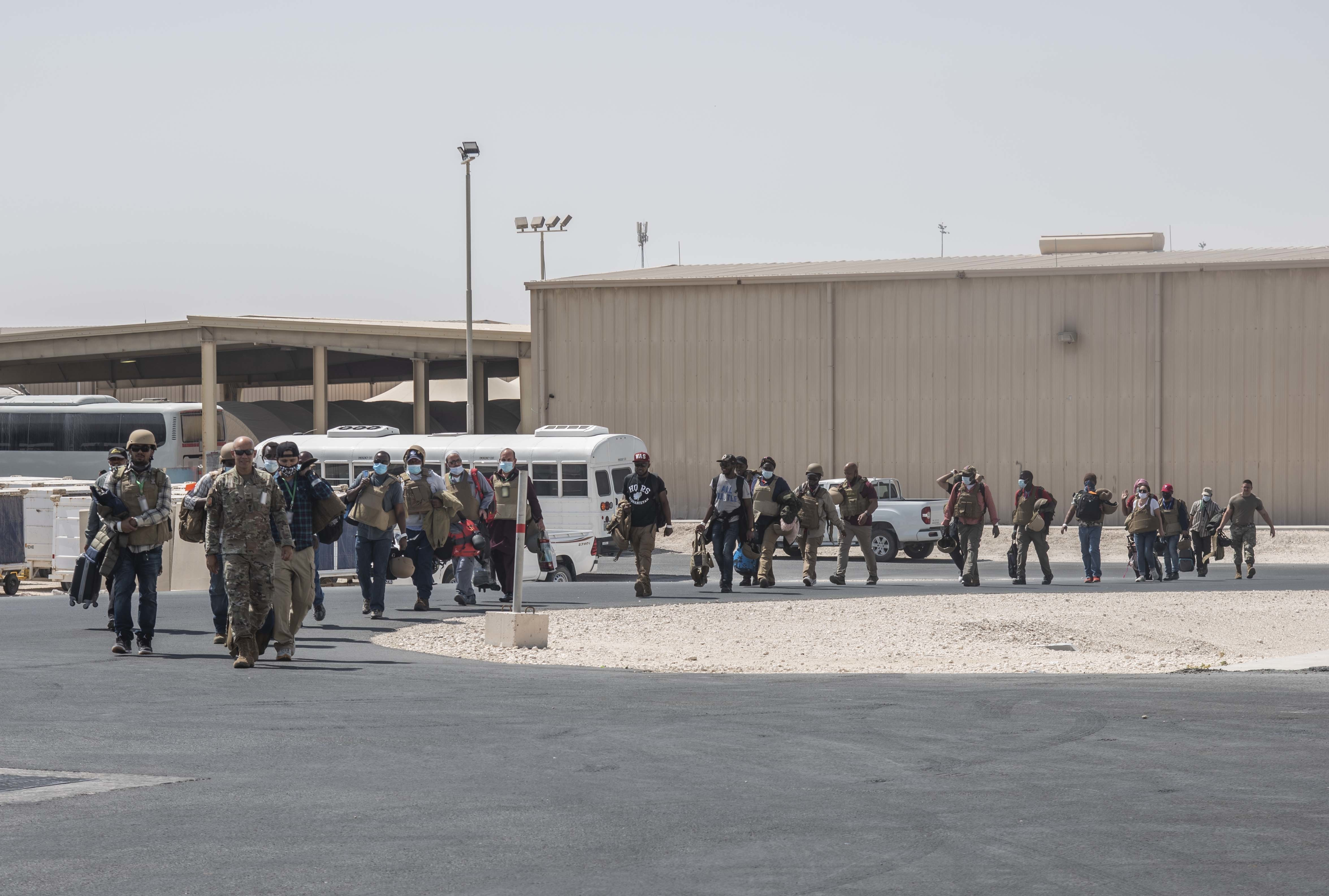
El personal de la embajada estadounidense llega a la base aérea de Al Udeid en Catar desde Afganistán el 15 de agosto de 2021

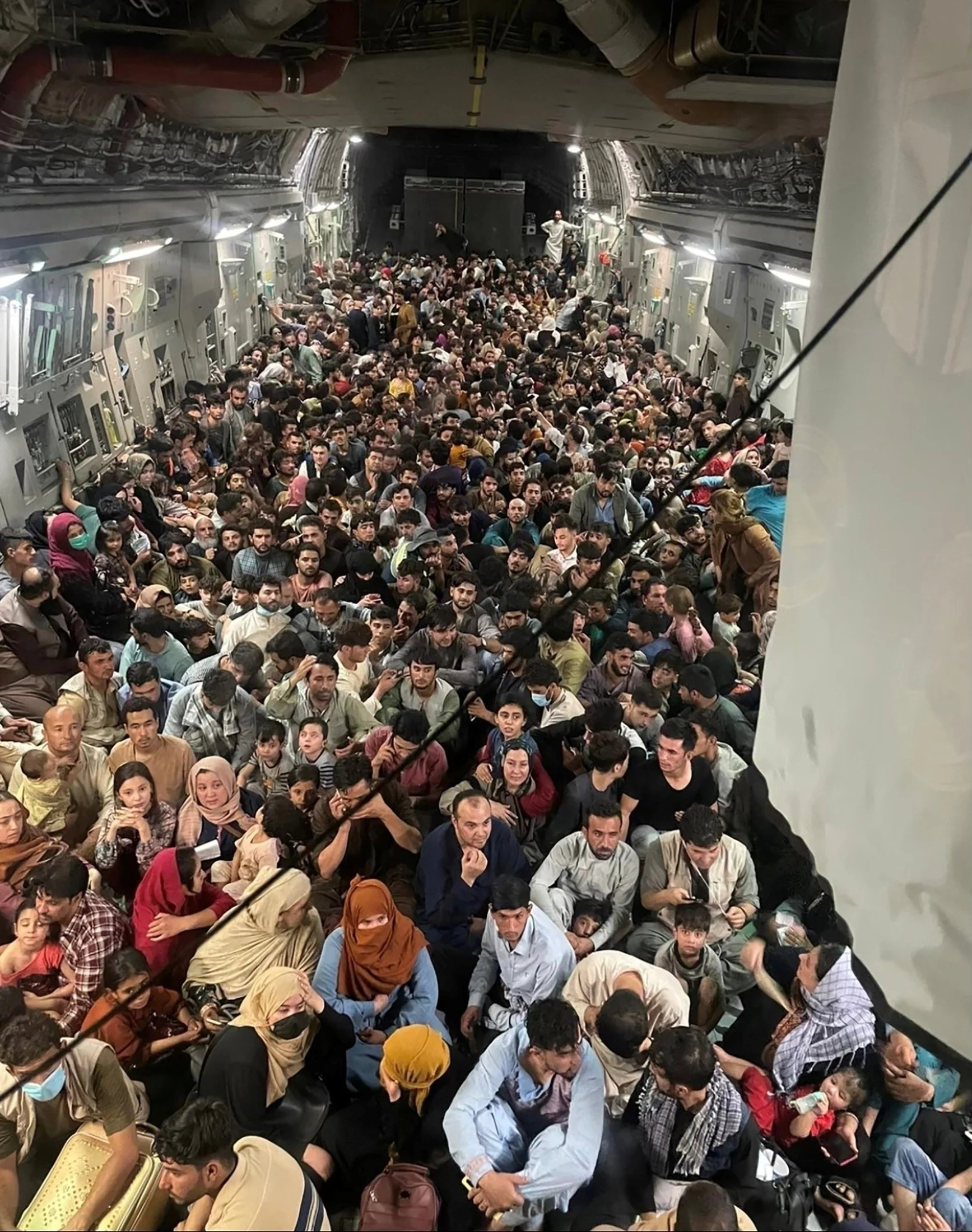
Un C-17 evacuando a 823 pasajeros de Kabul el 15 de agosto.

## Trasfondo
En el Acuerdo de Doha entre Estados Unidos y los talibanes de febrero de 2020, Estados Unidos acordó retirar todas las fuerzas estadounidenses de Afganistán antes del 1 de mayo de 2021. Los talibanes no cumplieron la mayoría de las promesas del acuerdo. Estados Unidos decidió continuar con la retirada prevista, aunque retrasó la fecha para completar la retirada de las fuerzas militares hasta el 31 de agosto de 2021.
Los talibanes y los grupos militantes aliados comenzaron una ofensiva generalizada el 1 de mayo de 2021, coincidiendo con la retirada de la mayoría de las tropas estadounidenses de Afganistán. En los meses siguientes, los talibanes tomaron el control de Afganistán a través de una combinación de rendiciones al por mayor negociadas de unidades del Ejército Nacional Afgano y su ofensiva militar, capturando muchas capitales provinciales y expandiendo su control de 77 distritos el 13 de abril a 104 distritos el 16 de junio para 223 distritos el 3 de agosto. En julio de 2021, la Comunidad de Inteligencia de Estados Unidos estimó que el gobierno de Afganistán podría colapsar entre seis y 12 meses después de la salida de las tropas estadounidenses. Luego la estimación se redujo a un mes.
Pero el gobierno colapsó en unos días, mucho más rápido de lo previsto. El Ejército Nacional Afgano, mal dirigido y afectado por la corrupción generalizada, quedó sumido en el caos, ya que solo dos unidades seguían operativas a mediados de agosto: el 201.er Cuerpo y la 111.ª División, ambas con base en Kabul. Las proyecciones de inteligencia empeoraron rápidamente. El 14 de agosto, los talibanes habían rodeado Kabul. El 15 de agosto, Kabul cayó y los talibanes declararon la victoria en la guerra de Afganistán.
A medida que los talibanes tomaron el control, la urgencia de evacuar a las poblaciones vulnerables a los talibanes, incluidos los intérpretes y asistentes que habían trabajado con la Operación Libertad Duradera; la Fuerza Internacional de Asistencia para la Seguridad, la Operación Centinela de la Libertad y la misión Apoyo Decidido; el pueblo hazara; y las mujeres vulnerables y las minorías, dado el trato de las mujeres por parte de los talibanes, cobraron importancia.

## Cronología

### A partir del 12 de agosto
Dado que los talibanes se habían apoderado de todos los cruces fronterizos, el aeropuerto de Kabul seguía siendo la única ruta segura para salir de Afganistán. Después de la caída de Herat el 12 de agosto, Estados Unidos y Reino Unido anunciaron el despliegue de 3000 y 600 de sus tropas, respectivamente, en el aeropuerto de Kabul para asegurar el transporte aéreo de sus ciudadanos, el personal de la embajada y los ciudadanos afganos que trabajaban con las fuerzas de la coalición., fuera del país. Los funcionarios estadounidenses dijeron que todavía se esperaba que todas sus fuerzas abandonaran Afganistán a fines de agosto. El 13 de agosto se envió un memorando a todo el personal de la embajada para reducir "artículos con logotipos de embajadas o agencias, banderas estadounidenses o artículos que podrían utilizarse indebidamente en campañas de propaganda". Se podían ver pequeñas columnas de humo cerca del techo de la embajada, ya que se informó que los diplomáticos estaban destruyendo rápidamente documentos clasificados y otros materiales sensibles. Entre los documentos destruidos se encuentran los pasaportes de civiles afganos que habían solicitado visados.

### 15 y 16 de agosto
Cuando los talibanes rodearon y comenzaron a ingresar a Kabul, se vieron helicópteros CH-47 Chinook, UH-60 Black Hawk y CH-46 Sea Knight del Ala Aérea del Departamento de Estado aterrizando en la embajada estadounidense para llevar a cabo las evacuaciones. Un convoy de vehículos deportivos utilitarios blindados (SUV) partió de los terrenos de la embajada y, según los informes, se vio un helicóptero de ataque desplegando bengalas en el área para defenderse de posibles derribos. Junto con el personal de la embajada, 5000 soldados estadounidenses y algunas tropas de la OTAN permanecieron en la ciudad. Posteriormente, el gobierno de Estados Unidos autorizó el despliegue de 1000 soldados adicionales de la 82.ª División Aerotransportada en el aeropuerto, reforzando la presencia de tropas en Kabul a 6000 para facilitar las evacuaciones.
El pánico se extendió entre la población civil cuando los talibanes comenzaron a apoderarse de la capital, y muchos ciudadanos corrieron a sus hogares o al aeropuerto, que permaneció bajo el control de la OTAN después de la disolución del gobierno afgano. Se desarrolló una situación caótica cuando miles de civiles afganos que huían se apresuraron al aeropuerto de Kabul, y cientos se apiñaron en la pista en un intento de tomar vuelos fuera de la ciudad; algunos habían trepado por los muros limítrofes para entrar en la pista de aterrizaje. Los soldados estadounidenses sobrevolaron helicópteros a poca altura como control de multitudes, lanzaron granadas de humo y ocasionalmente dispararon tiros de advertencia al aire para dispersar a las personas que intentaban abordar a la fuerza el avión. Surgieron imágenes de video que mostraban a cientos de personas corriendo junto a un avión de transporte C-17A en movimiento de la Fuerza Aérea de Estados Unidos Rodando en la pista; se podía ver a algunas personas aferradas al avión, justo debajo del ala. Otros corrían al lado "saludando y gritando". Según los informes, al menos dos personas, en un aparente intento de polizón, "se cayeron del tren de aterrizaje inmediatamente después del despegue". Posteriormente se encontró otro cuerpo en el tren de aterrizaje del C-17. Una de las víctimas se identifica como Zaki Anwari, que había jugado para la selección nacional de fútbol juvenil de Afganistán. También se encontraron tres cuerpos, incluido el de una mujer, en el suelo cerca del edificio de la terminal de pasajeros, pero su causa de muerte no estaba clara, aunque algunos observadores especularon que podrían haber muerto durante una estampida humana. Finalmente, se confirmó que siete personas murieron durante la evacuación del aeropuerto, incluidos dos hombres armados que recibieron disparos tras disparar contra soldados estadounidenses, según el Departamento de Defensa. Los soldados no resultaron heridos y los hombres no fueron identificados.
Aproximadamente a las 8:30 p. m. hora local, surgieron informes de que la embajada de Estados Unidos estaba siendo atacada. La embajada emitió una declaración en la que instruía a los ciudadanos estadounidenses en el área a refugiarse en el lugar. El secretario de Estado Antony Blinken anunció que la embajada se trasladaría al aeropuerto ya que el Departamento de Defensa (DOD) se había hecho cargo de la seguridad y el control del tráfico aéreo allí. Varias otras naciones habían anunciado planes para evacuar sus embajadas, incluidas España, Alemania, Reino Unido, los Países Bajos y Dinamarca. El gobierno alemán anunció que enviaría aviones A400M Atlas con un contingente de paracaidistas para evacuaciones, y agregó que no buscaría la aprobación parlamentaria requerida para la operación hasta después de que la misión estuviera completa. Se informó que el gobierno italiano había trasladado al personal de su embajada, así como a las familias de 30 empleados afganos, al aeropuerto de Kabul bajo la guardia de Carabinieri para prepararse para la evacuación. Se informó que India tenía aviones de transporte C-17 preparados para evacuar al personal diplomático indio, pero había anticipado que los talibanes tardarían más en capturar Kabul. Un grupo de diplomáticos indios fue escoltado al aeropuerto por los talibanes, negociando la escolta después de que los talibanes les bloquearan el paso de la embajada india varias veces. Albania dijo que había aceptado una solicitud de Estados Unidos para servir como centro de tránsito para los evacuados.
Un vuelo de Emirates Airlines a Kabul fue desviado y luego regresó a Dubái, y la aerolínea de los Emiratos Árabes Unidos Flydubai anunció que suspendería los vuelos a Kabul el 16 de agosto. Para el 16 de agosto, la mayoría de las demás aerolíneas también habían anunciado la suspensión de vuelos a Kabul. La Autoridad de Aviación Civil de Afganistán anunció que había liberado el espacio aéreo de Kabul a los militares y advirtió que "cualquier tránsito a través del espacio aéreo de Kabul será descontrolado".
El DOD confirmó el 16 de agosto que el general Kenneth F. McKenzie Jr., comandante del Comando Central de Estados Unidos, se reunió con líderes talibanes en Catar para asegurar un acuerdo. Según los informes, los talibanes acordaron permitir que los vuelos de evacuación estadounidenses en el aeropuerto de Kabul avanzaran sin obstáculos. El transporte aéreo internacional de evacuados se había reanudado el 17 de agosto tras una interrupción temporal para despejar la pista de aterrizaje de civiles ya que el DOD confirmó que el aeropuerto estaba abierto para todos los vuelos militares y vuelos comerciales limitados. Los funcionarios del Pentágono agregaron que se esperaba que los esfuerzos de evacuación se aceleraran y que continuarían hasta el 31 de agosto.
Al Jazeera, transmitiendo el seguimiento de las publicaciones de datos de vuelos en Twitter, dijo que entre el 15 y el 16 de agosto, al menos 170 vuelos militares volaron desde países como Estados Unidos (128); Reino Unido (12); Francia (6); Canadá (5); Alemania (4); España (4); Italia (4); Australia (3); India (2); Austria (1); Bélgica (1); Dinamarca (1); Holanda (1); Suecia (1) y Turquía (1). 
Una fotografía de más de 800 refugiados apiñados en un C-17 estadounidense que despegaba de Kabul se compartió ampliamente en las redes sociales. El periódico francés Le Monde declaró que la foto se había convertido en "un símbolo de la fuga de los talibanes". Otro video se volvió viral el 17 de agosto, donde un hombre que intentaba escapar del país se grabó a sí mismo y a otros aferrados a un avión militar C-17. Una fotografía de un soldado estadounidense sosteniendo la bandera enrollada de la embajada estadounidense durante las evacuaciones apareció y fue distribuida por los medios de comunicación.

### 17 a 22 de agosto

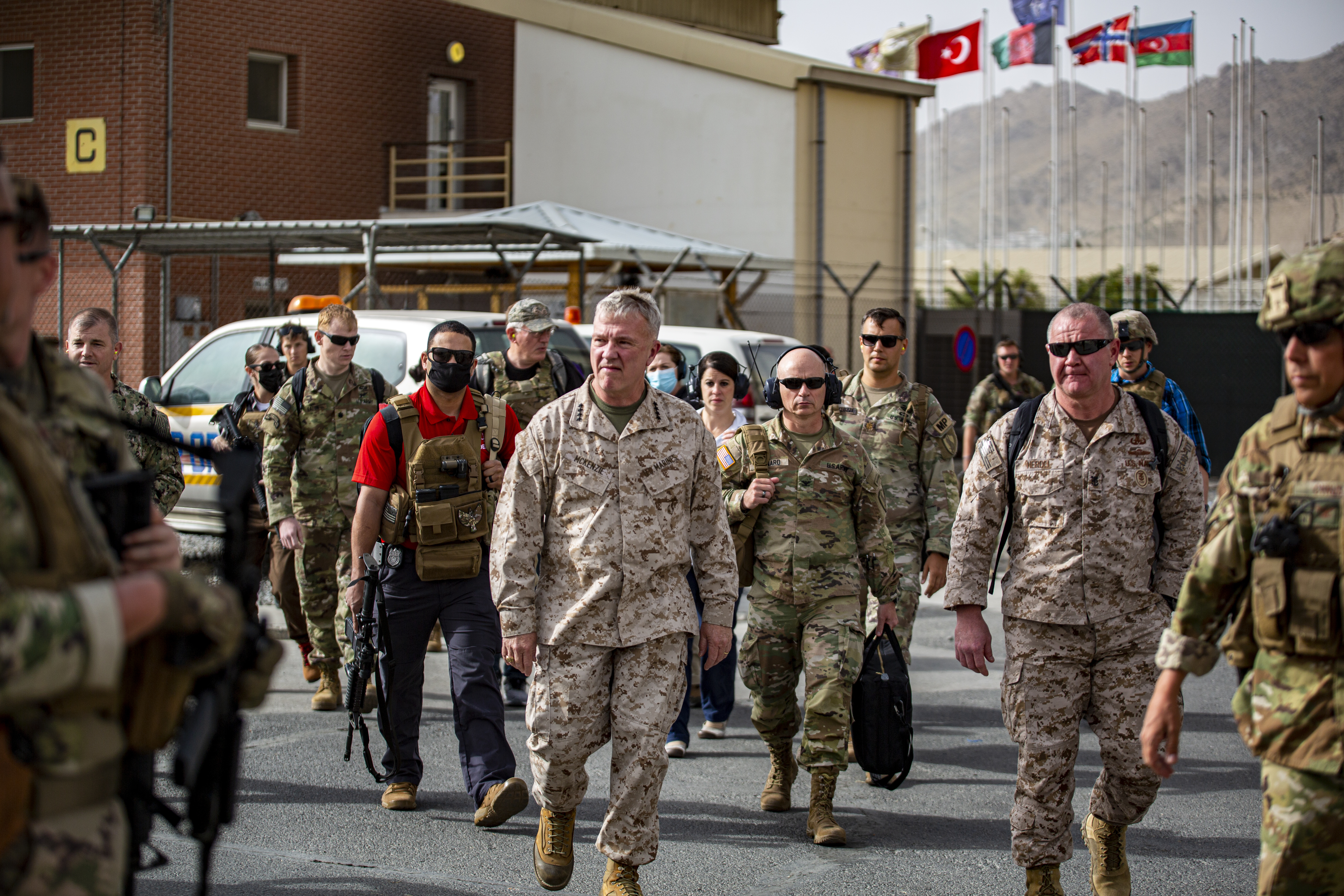
General Kenneth F. McKenzie Jr. (centro), comandante del Comando Central de Estados Unidos, en el aeropuerto de Kabul el 17 de agosto de 2021

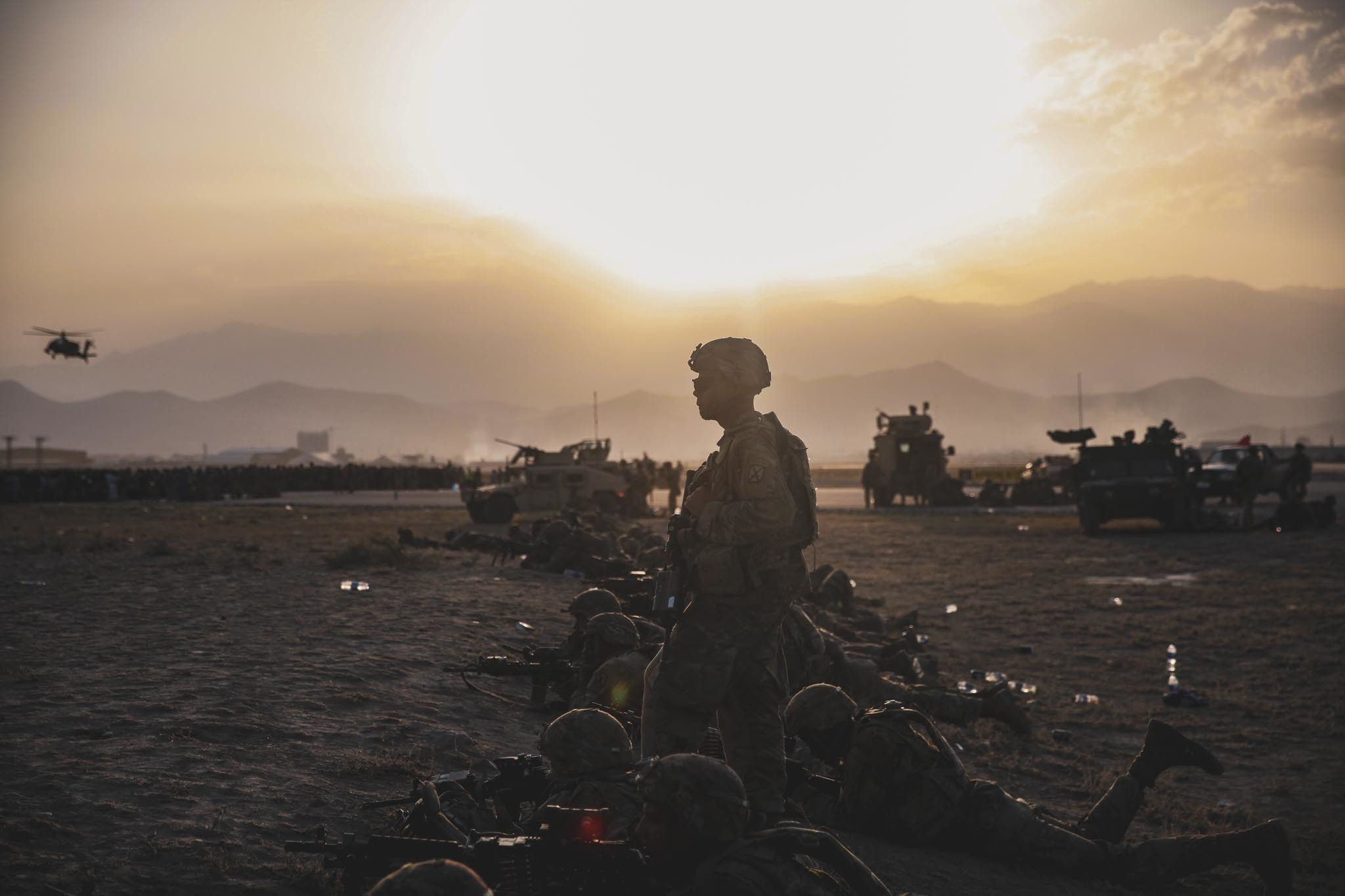
Soldados del 4 ° Batallón, 31 ° Regimiento de Infantería, 10 ° División de Montaña, Ejército de Estados Unidos, custodiando la pista del aeropuerto de Kabul. Se pueden ver multitudes de personas al fondo.

El 17 de agosto, Sahraa Karimi comunicó a sus seguidores que había logrado escapar de Kabul. Había sido evacuada junto a otras 11 personas y se encontraba refugiada en Kiev, donde ha sido acogida por el gobierno ucraniano.
El 18 de agosto, se informó de que los talibanes habían disparado en la pierna a un intérprete afgano que había trabajado para el ejército australiano cuando cruzaba un puesto de control que conducía al aeropuerto. Ese mismo día, se informó además que el primer vuelo de evacuación australiano había salido del aeropuerto con solo 26 personas a bordo, a pesar de tener capacidad para más de 120. El primer vuelo de evacuación alemán el día anterior también había transportado a un número reducido de evacuados, despegando con solo 7 a bordo.
El 19 de agosto, el secretario de Defensa del Reino Unido, Ben Wallace, declaró que los vuelos de evacuación no podían llevar a niños no acompañados después de que varios videos publicados en las redes sociales mostraran a familias desesperadas tratando de convencer a los soldados de la OTAN de que llevaran a sus hijos a un lugar seguro. The Guardian informó que el gobierno británico había informado a los 125 guardias afganos que habían estado custodiando la embajada británica en Kabul que no se les ofrecería asilo en Reino Unido porque fueron contratados por la empresa de seguridad privada GardaWorld. Los guardias de la embajada de Estados Unidos ya habían sido evacuados. Esa noche, el gobierno finlandés anunció que se estaba preparando para enviar tropas al aeropuerto para ayudar en las evacuaciones, con alrededor de 60 ciudadanos finlandeses aún atrapados en Kabul. El periódico francés Libération obtuvo un informe confidencial de las Naciones Unidas que encontró que los talibanes tenían listas de prioridades de personas para arrestar y también tenían como blanco a las familias de las personas que habían trabajado con el gobierno y la OTAN.

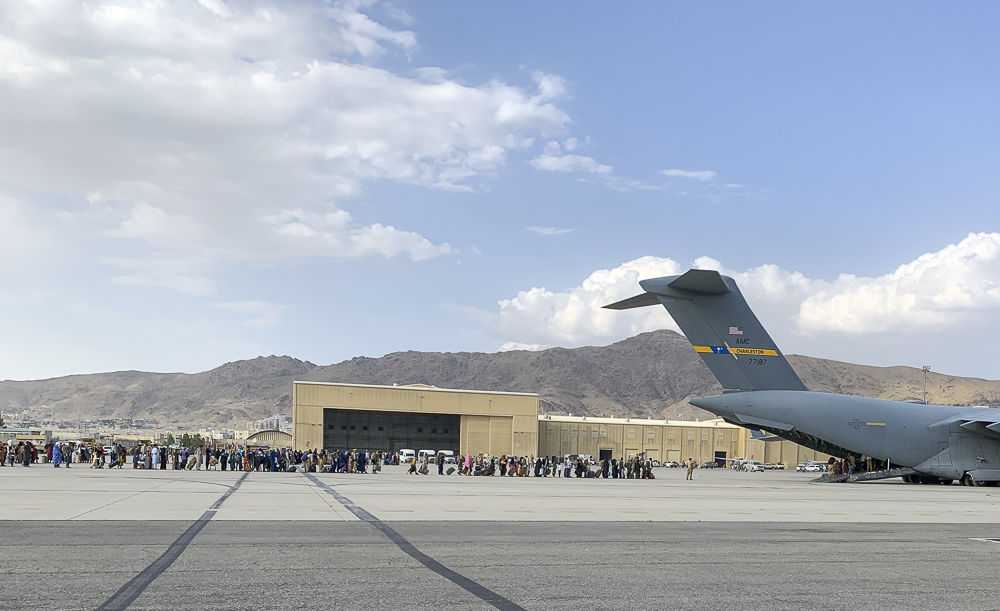
Soldados del XVIII Cuerpo Aerotransportado de Estados Unidos vigilan a los evacuados que suben a un avión, 21 de agosto

El 21 de agosto, The Indian Express informó que los talibanes habían impedido que 72 afganos sijs e hindúes abordaran un vuelo de evacuación de la Fuerza Aérea India. Kim Sengupta de The Independent informó que al menos cuatro mujeres murieron aplastadas en un apuro en una carretera estrecha que conduce al aeropuerto. Por la tarde, el gobierno de Estados Unidos estaba aconsejando a los ciudadanos estadounidenses que no viajaran al aeropuerto debido a los riesgos potenciales. El mismo día, Indonesia evacuó a 26 de sus ciudadanos, junto con cinco filipinos y dos afganos utilizando el Boeing 737-400 de la Fuerza Aérea de Indonesia con varios soldados de la Koopsus TNI.
El 22 de agosto, la Australian Broadcasting Corporation reveló que el gobierno australiano había denegado visados a más de 100 afganos que habían trabajado como guardias de seguridad para la embajada australiana. Esa noche, Lloyd Austin, Secretario de Defensa de Estados Unidos, ordenó la activación de la Flota Aérea de la Reserva Civil para ayudar en las evacuaciones, solo la tercera vez en la historia que la flota se había activado. Al final del día, al menos 28.000 personas habían sido evacuadas oficialmente de Kabul y 13 países habían acordado acoger temporalmente a refugiados estadounidenses, pero decenas de miles más de ciudadanos extranjeros y afganos en riesgo permanecían atrapados en Kabul.
Durante unos días en agosto, la Real Fuerza Aérea Australiana completó cinco vuelos de evacuación, y la Real Fuerza Aérea de Nueva Zelanda completó otro antes del 23 de agosto.

### 23 a 26 de agosto
El 23 de agosto, el gobierno británico declaró que no continuaría con las evacuaciones después de que las fuerzas estadounidenses se retiraran del aeropuerto; sin embargo, el gobierno estaría pidiendo a los estadounidenses que no se retiren a fin de mes en una reunión de emergencia del G7. Los talibanes indicaron que no estarían dispuestos a ampliar el 31 Fecha límite de agosto para la retirada estadounidense. Alrededor de las 7 a. m. hora local, un guardia afgano murió y tres resultaron heridos en un tiroteo entre tropas afganas, estadounidenses y alemanas y atacantes no identificados. Irlanda aprobó el despliegue de un pequeño equipo de fuerzas especiales del Army Ranger Wing y diplomáticos irlandeses al aeropuerto de Kabul para evacuar a los ciudadanos irlandeses. El gobierno canadiense confirmó oficialmente que las fuerzas especiales canadienses habían lanzado operaciones fuera del aeropuerto para ayudar a evacuar a las personas. El presidente Biden dijo que hasta ahora los talibanes habían cumplido sus promesas y no habían tomado ninguna medida contra las fuerzas estadounidenses que controlaban el aeropuerto de Kabul.
El 23 de agosto, Gulf News informó que desde el 14 de agosto, Pakistán International Airlines (PIA) evacuó a 1400 personas de Kabul, entre las que se incluyen diplomáticos, medios de comunicación extranjeros y periodistas afganos y personal de organizaciones internacionales. La Unión Europea (UE) y el Banco Asiático de Desarrollo (ADB) también solicitaron a las autoridades paquistaníes que ayuden a evacuar a sus empleados y sus familias en Afganistán. Los funcionarios de la UE buscan la evacuación urgente de al menos 420 personas, mientras que ADB solicitó la evacuación de 290 personas. PIA es también la única aerolínea comercial que todavía opera vuelos desde y hacia Kabul.

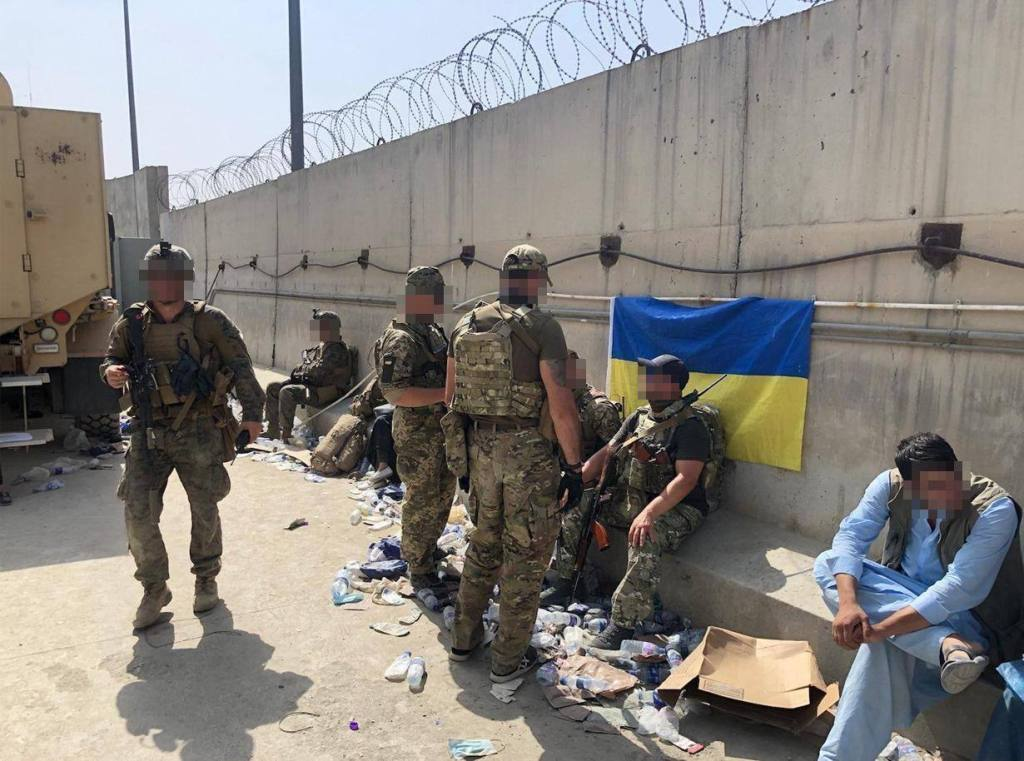
Operadores ucranianos de una unidad de inteligencia especial.

El 24 de agosto, Yevgheniy Yenin, el viceministro de Relaciones Exteriores de Ucrania, afirmó que un vuelo de evacuación había sido secuestrado y enviado a Irán; sin embargo, tanto el gobierno de Irán como el de Ucrania negaron que tal evento hubiera ocurrido. Corea del Sur transportó por aire a 380 afganos que habían "trabajado en la embajada coreana o en hospitales y centros de capacitación laboral dirigidos por las fuerzas de reconstrucción e ingeniería coreanas". El DOD informó que 21.600 personas habían sido evacuadas de Afganistán a través del Aeropuerto Internacional Hamid Karzai en las 24 horas anteriores. Este fue un aumento significativo en la velocidad de las evacuaciones antes de la fecha límite de retiro del 31 de agosto. El número total de personas evacuadas de Afganistán a través del aeropuerto en los diez días anteriores fue de 70.700. Los esfuerzos de evacuación ocurrieron al mismo tiempo que una retirada militar estadounidense por etapas; varios cientos de militares en funciones de apoyo que se consideraron no esenciales se habían retirado en los días anteriores, mientras que 5.800 infantes de marina y soldados del ejército estadounidense permanecieron para vigilar el aeropuerto. Entre las fuerzas protectoras estadounidenses se encontraba un elemento del cuartel general de la 82.ª División Aerotransportada, dos batallones del Cuerpo de Marines de Estados Unidos (2-1 y 1-8) y el 4.º Batallón, 31.º Regimiento de Infantería, 10.ª División de Montaña.
El 24 de agosto, seis trabajadores de Fiyi de las Naciones Unidas habían sido evacuados con la ayuda de las fuerzas australianas.
El 26 de agosto, se informó que los funcionarios estadounidenses en Kabul dieron a los talibanes una lista de nombres de ciudadanos estadounidenses, titulares de tarjetas verdes y aliados afganos para permitir la entrada al aeropuerto para la evacuación. Biden declaró que el "grueso del grupo" ha sido dejado pasar al aeropuerto por los talibanes, pero no puede decir con "certeza" si hubo una lista de nombres entregada a los talibanes. El mismo día, pocas horas antes del ataque al aeropuerto, Canadá anunció que pondría fin a su misión de evacuación de Afganistán, dejando varados un número desconocido de aliados canadienses y afganos. Australia, Bélgica, República Checa, Dinamarca, Alemania, Hungría, Holanda, Nueva Zelanda y Polonia también anunciaron el final de sus evacuaciones.
El 26 de agosto, otras 12.500 personas fueron evacuadas de Afganistán. 

#### Ataque suicida
En la mañana del 26 de agosto de 2021, se produjeron dos explosiones frente a la puerta de la abadía del Aeropuerto Internacional Hamid Karzai y el cercano Baron Hotel. El Estado Islámico del Gran Jorasán se adjudicó el ataque. ISIL-K es un enemigo jurado tanto de Estados Unidos como de los talibanes. No estaba claro si el ataque fue perpetrado por dos terroristas suicidas o un solo terrorista suicida. 
El número de muertos fue de 183 personas, entre ellos 13 militares estadounidenses. Cerca de 150 personas resultaron heridas en el ataque terrorista. La primera explosión fue en el hotel; fue seguido por disparos y luego una detonación en la puerta del aeropuerto. El ataque bomba mató a decenas de civiles afganos y 13 militares estadounidenses (10 infantes de marina, dos soldados y un miembro del cuerpo de la Armada). Un funcionario talibán dijo que 28 miembros talibanes murieron en el ataque, pero un portavoz talibán negó más tarde que alguno de sus combatientes hubiera sido asesinado. Entre los heridos había muchos afganos y 18 estadounidenses.
El ataque bomba interrumpió los esfuerzos de evacuación, aunque los vuelos se reanudaron poco después. El general Frank McKenzie, jefe del Comando Central de Estados Unidos, indicó que los funcionarios estadounidenses estaban en alerta por posibles ataques futuros de ISIL-K contra el aeropuerto, posiblemente a través de cohetes o coches bomba; McKenzie dijo que se estaba compartiendo información de inteligencia con los talibanes y que "algunos ataques han sido frustrados" por los talibanes.

### 27 de agosto
El 27 de agosto, Australia, Italia y Nueva Zelanda anunciaron que habían terminado sus vuelos de evacuación de Kabul. El último vuelo de evacuación de Nueva Zelanda había aterrizado en los Emiratos Árabes Unidos el jueves por la noche, hora local. El último C-130 de la Fuerza Aérea Italiana salió de la ciudad de Kabul el viernes por la tarde, completando la evacuación de 5011 personas, 4890 de las cuales eran ciudadanos afganos.
Francia también informó que  terminó la evacuación de civiles que inició el 15 de agosto, en un total de 26 vuelos entre Kabul y una base aérea de Abu Dhabi salieron 3000 personas de los cuales 2600 son de nacionalidad afganos. España informó que había terminado su evacuación que inició el 18 de agosto, ha registrado 1900 afganos cooperantes y sus familias, personal diplomático y españoles, durante 17 vuelos desde Kabul a Dubái
El 27 de agosto, 120 soldados azerbaiyanos y 600 soldados turcos aterrizaron en Ankara en dos convoyes y luego los soldados azerbaiyanos desembarcaron en Bakú.

### 29 de agosto
El 29 de agosto una bomba estadounidense dirigida contra presuntos posibles atacantes al aeropuerto mató a siete niños y otros familiares.  La administración Biden inició una investigación.  Una investigación del New York Times en septiembre concluyó que las víctimas eran inocentes.

## Destinos de evacuación

Montaje del campo de refugiados en la Base Aérea de Ramstein en Alemania.

La base más grande que manejó la salida inicial de evacuados afganos fue la base aérea de Al Udeid en las afueras de Doha, Catar, donde los evacuados fueron examinados según la lista de vigilancia de terroristas del Centro Nacional de Contraterrorismo.
La Base Aérea de Ramstein, en Alemania, la mayor de la Fuerza Aérea de Estados Unidos en Europa, también fue un centro para procesar a los evacuados afganos que habían ayudado a Estados Unidos Y sus aliados durante la guerra afgana. La base tiene capacidad para hasta 12 000 evacuados. Los evacuados se sometieron a exámenes médicos y se les escaneó biométricamente, y se sirvieron diariamente 30 000 comidas calientes; Los evacuados fueron alojados en perchas para aviones y tiendas militares. Para el 22 de agosto, unas 7000 personas habían aterrizado en Ramstein y unas 6500 permanecían en la base. Alrededor de 700 partieron en cuatro vuelos a Estados Unidos Del 23 al 24 de agosto, y el 25 de agosto el número aumentó a alrededor de 800.
El DOD estableció viviendas temporales en bases militares en Virginia, Texas, Wisconsin y Nueva Jersey para refugiados afganos. Se instaló alojamiento temporal para refugiados en Fort Lee (Virginia), Fort Bliss (Texas), Fort Dix (Nueva Jersey) y Fort McCoy (Wisconsin), con una capacidad total para 25 000 personas. Fort Lee fue el primero en recibir evacuados de la Operación Refugio Aliado, 221 llegaron al fuerte el 30 de julio. Fort Pickett (Virginia) también fue un lugar para el alojamiento temporal de refugiados afganos.
El 17 de agosto de 2021, el Gobierno del Reino Unido anunció un nuevo programa de reasentamiento que pretende reasentar a 20 000 refugiados afganos durante un período de 5 años en Reino Unido.
El 23 de agosto, el primer vuelo de evacuados afganos había llegado a Nueva Zelanda en un avión Hércules C-130 de la Real Fuerza Aérea de Nueva Zelanda. Para el 26 de agosto, las fuerzas de Nueva Zelanda habían evacuado a 300 personas de Afganistán, incluidos afganos con conexiones con Nueva Zelanda o que habían ayudado a las fuerzas de Nueva Zelanda.

## Reacciones
La organización de la evacuación del aeropuerto de Kabul por parte de Estados Unidos fue ampliamente criticada tanto por los aliados (Unión Europea) como por la Comunidad Internacional por ser desorganizada y demasiado lenta.